# Jean Poncelet
Jean Marie Joseph Auguste Poncelet (Embourg, 24 juni 1908 – Brussel, 20 december 1986) was een Belgisch bestuurder.

## Levensloop
Poncelet werd doctor in de rechten. Hij startte zijn loopbaan in 1933 bij Comptoir Sidérurgique Belge (Cosibel) In 1938 stapte hij als secretaris over naar de Fédération des Constructeurs de Belgique (FCB).
Tijdens de Tweede Wereldoorlog was hij politiek gevangene. Na de oorlog treedt hij in dienst bij Fabrimetal en was er tot 1951 adjunct-directeur-generaal. Tussen 1951 en 1958 leidde hij een onderneming in de Verenigde Staten. In 1958 keerde hij als directeur-generaal terug naar Fabrimetal om in er april 1965 gedelegeerd bestuurder te worden.
Als directeur-generaal van Fabrimetal was hij ook lid van het directiecomité van het Belgisch Bureau voor Buitenlands Handel. Daar lanceerde hij het idee om prins Albert te betrekken bij de Belgische handelsmissies.